# Circuito Urbano Internacional de Mandalika
O Circuito Urbano Internacional de Mandalika (cujo nome oficial é Mandalika International Street Circuit), é um circuito não permanente para corridas de motos localizado no resort turístico de Mandalika na ilha de Lombok na Indonésia. O circuito foi inaugurado em 2021 recebendo corridas da Asai Talent cup e do Campeonato Mundial de Superbike. Em 2022 recebeu o Grande Prémio da Indonésia de Motovelocidade.

## Recorde de volta
Em Março de 2023 estes eram os tempos recordes oficiais registados no Circuito Internacional de Mandalika:
| Categoria                                        | Tempo                                            | Piloto                                           | Moto                                             |
| Circuito Grande Prémio: 4.313 km (2021–presente) | Circuito Grande Prémio: 4.313 km (2021–presente) | Circuito Grande Prémio: 4.313 km (2021–presente) | Circuito Grande Prémio: 4.313 km (2021–presente) |
| ------------------------------------------------ | ------------------------------------------------ | ------------------------------------------------ | ------------------------------------------------ |
| World SBK                                        | 1:32.163                                         | Toprak Razgatlıoğlu                              | Yamaha YZF-R1                                    |
| World SSP                                        | 1:35.416                                         | Stefano Manzi                                    | Yamaha YZF-R6                                    |
| Moto2                                            | 1:35.591                                         | Somkiat Chantra                                  | Kalex Moto2                                      |
| MotoGP                                           | 1:38.749                                         | Fabio Quartararo                                 | Yamaha YZR-M1                                    |
| Moto3                                            | 1:40.197                                         | Jaume Masià                                      | KTM RC250GP                                      |
| 250cc                                            | 1:47.751                                         | Reza Ahrens                                      | Honda CBR250RR                                   |

1. ↑  A corrida foi toda realizada com piso molhado.